# Unión de Centro (Grecia)
Unión de Centro (en griego, Ένωση Κέντρου, Enosi Kentrou, AFI: [ˈenosi ˈce(n)dɾu]) fue un partido político griego fundado en 1961 por Yorgos Papandréu. Ganó en las elecciones parlamentarias de Grecia de 1963 y fue nombrado primer ministro de Grecia.
Después de la llamada Apostasía de 1965, un golpe de Estado real planeado por Constantino II de Grecia y ejecutado por Constantinos Mitsotakis, Papandréu fue obligado a dimitir y formó un nuevo gobierno con antiguos miembros de Unión de Centro. Athanasiadis, el nuevo primer ministro, intentó obtener el voto de confianza al Parlamento Helénico, pero la Unión de Centro se dividió en dos, y una crisis política condujo al establecimiento de la junta militar griega de 1967-1974.
Unión de Centro fue el último partido venizelista que detuvo el poder en Grecia. El partido nominalmente continuó existiendo hasta 1977, cuando se creó su sucesor, Unión de Centro Democrático. Constantinos Mitsotakis, que había abandonado Unión de Centro en 1965, creó el Partido Venizelista, conocido como el "Partido de los Nuevos Liberales", que se fusionó con Nueva Democracia el 1978.